# Рейш, Константину
Константи́ну Рейш (порт. Constantino Reis, 1961) — мозамбикский легкоатлет, выступавший в беге на короткие и средние дистанции. Участник летних Олимпийских игр 1980 года.

## Биография
Константину Рейш родился в 1961 году.
В 1980 году вошёл в состав сборной Мозамбика на летних Олимпийских играх в Москве. В беге на 200 метров не смог завершить четвертьфинальный забег. Также был заявлен в беге на 400 метров, но не вышел на старт.
11 июля 1982 года вместе с Леонарду Лофорте, Стелиу Кравейриньей и Висенте Даниэлем установил рекорд страны в эстафете 4х100 метров — 41,7 секунды. Это достижение остаётся непобитым по состоянию на октябрь 2020 года.

## Личный рекорд
- Бег на 200 метров — 22,1 (1980)[4]